# Накопичення енергії

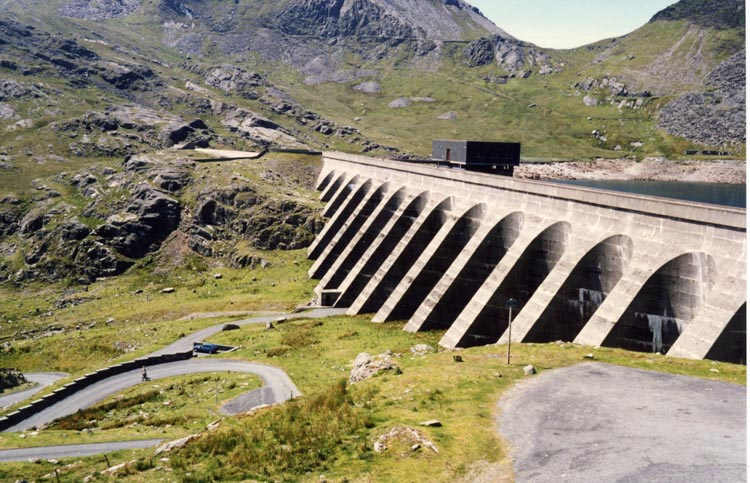

Накопичення енергії — нагромадження, акумуляція енергії для її подальшого використання. Пристрій, що зберігає енергію, зазвичай називають акумулятором або батареєю. Звичайним прикладом пристрою накопичення енергії (енергонакопичувача), є акумуляторна батарея, в якій тривалий час зберігається хімічна енергія, що легко перетворюється на електрику для роботи мобільного телефону. Менш очевидний приклад — гідроелектростанція: вода у величезному сховищі виступає джерелом потенціальної енергії гравітації. Викопні види палива, такі як вугілля, нафта і газ, також є накопичувачами енергії, отриманої свого часу від сонячного світла живими організмами, які з часом і перетворилися на ці види палива.

## Історія

### Новітня історія
У двадцятому столітті електрика вироблялася, насамперед, за рахунок спалювання викопного палива. Проблеми з транспортуванням енергії, забрудненням повітря і глобальним потеплінням привели до зростання використання поновлюваних джерел енергії — таких, як сонячна енергія та енергія вітру. Енергія вітру залежить від кліматичних умов і погоди. Сонячна енергія залежить від географічного положення, хмарного покриву. Вона доступна тільки в денний час, натомість попит часто досягає піку після заходу сонця. Інтерес до накопичення енергії з цих джерел зростає, оскільки саме вони останнім часом генерують все більшу частину світового енерговиробництва.
Використання електрики поза електромережами в XX столітті було нішовим ринком, але в XXI столітті воно значно розширилося. Портативні пристрої використовують у всьому світі. Сонячні батареї отримують все ширше розповсюджуються в сільській місцевості. Доступ до електрики тепер є питанням економіки, а не розташування. Однак в енергопостачанні транспорту спалювання палива як і раніше переважає.

## Методи

### Огляд
Енергія може зберігатися у воді, що перекачується на велику висоту з використанням накачування або шляхом переміщення твердої речовини в вищі місця (гравітаційні батареї). Інші механічні методи передбачають стиснення повітря і розкручування маховиків, тобто перетворення електричної енергії на потенціальну або кінетичну, зі зворотним перетворенням тоді, коли потреба в електриці досягає піку.

Види акумулювання енергії: 
- Зберігання викопного палива
- Механічне
  - Пневматичний акумулятор
  - Безтопковий паровоз[en]
  - Супермаховик
  - Гравітаційна потенціальна енергія
  - Гідроакумулятор
  - Гідроакумулювальна електростанція
- Електричний, електромагнітний
  - Конденсатор
  - Суперконденсатор
  - Надпровідниковий магнітний акумулятор (надпровідникові магніти і надпровідні котушки (H01F6))
- Біологічний
  - Глікоген
  - Крохмаль
- Електрохімічний
  - Проточний акумулятор[en]
  - Акумуляторна батарея
  - UltraBattery[en]
- Тепловий
  - Акумулятор тепла
  - Кріогенні системи зберігання[en], акумулювання енергії зрідженим повітрям (LAES)
  - Кріогенний двигун Дермана[en]
  - Евтектична система
  - Акумулятор холоду
  - Фазовий перехід речовини
  - Сезонне зберігання теплової енергії
  - Сонячний ставок[en]
  - Паровий акумулятор[en]
  - Зберігання теплової енергії (Загальна)
- Хімічний
  - Біопаливо
  - Гідратовані солі
  - Зберігання водню
  - Перекис водню
  - Технологія Power-to-Gas (P2G)
  - Оксид ванадію(V)

#### Механічне накопичення
Основна стаття: Гідроелектростанція

#### Гідроелектрика
Гідроелектростанції з водосховищами можуть застосовуватися для забезпечення електроенергією в періоди пікового попиту. Вода зберігається в резервуарі в періоди низької потреби і вивільняється за високої потреби. Ефект подібний накопиченню з перекачуванням, але без супутніх витрат. Хоча гідроелектростанція безпосередньо не накопичує енергію з інших джерел, вона поводиться еквівалентно, знижуючи вироблення в період надлишку електроенергії, отриманої з інших джерел. У цьому режимі греблі є однією з найефективніших форм акумулювання енергії, оскільки змінюються тільки терміни її генерування. Гідроелектричні турбіни мають час запуску порядку декількох хвилин.

#### Гідроакумулювальна електростанція
У всьому світі гідроакумулювальна електростанція (ГАЕС) є найбільшою формою накопичення енергії у великих масштабах. Енергетична ефективність ГАЕС варіюється, на практиці, від 70 до 80 %.
Див. також: супермаховик, маховик
У періоди низької потреби в електроенергії, надлишкову генерувальну потужність використовують для перекачування води з нижнього резервуара у верхній. Коли попит зростає, вода надходить назад в нижній резервуар (або водний шлях/водойму) через турбіну, що виробляє електрику. Реверсивні турбогенераторні вузли діють як насос і турбіна (зазвичай це турбіна Френсіса). Майже всі подібні споруди використовують перепад висот між двома водоймами. Насосно-накопичувальні установки «в чистому вигляді» переміщують воду між резервуарами, в той час як підхід з «відкачуванням» являє собою комбінацію насосних сховищ і звичайних гідроелектростанцій, що використовують природний плин води.

#### Технологія накопичення енергії стисненого повітря
Пневматичний акумулятор використовує надлишкову енергію для стиснення повітря з метою подальшого виробництва електроенергії. Стиснене повітря зберігається в підземному резервуарі.
Пневматичний акумулятор може подолати розрив між волатильністю виробництва і навантаженням. Пневматичний акумулятор задовольняє потреби споживачів в енергії, ефективно забезпечуючи доступну енергію для задоволення попиту. Поновлювані джерела енергії, такі як енергія вітру і сонця, мають змінні ресурси. Як наслідок, для задоволення попиту на енергію в періоди зниження доступності відновлюваних ресурсів необхідно додавати інші види енергії. Установки для зберігання енергії на стиснутому повітрі здатні акумулювати надлишкову енергію від відновлюваних джерел енергії під час перевиробництва енергії. Ця накопичена енергія може бути використана, коли зростає попит на електроенергію або зменшується доступність енергетичних ресурсів.
Стиснення повітря створює тепло: при стисканні повітря теплішає. Розширення, зі свого боку вимагає теплової енергії. Якщо не додавати енергії, повітря після розширення буде набагато холоднішим. Якщо тепло, що виділяється під час стиснення, може акумулюватися і використовуватися під час розширення, ефективність значно підвищується.

#### Технологія накопичення енергії маховиком
Накопичувач енергії маховика (FES) працює за рахунок прискорення ротора (маховика) до дуже високої швидкості, акумулюючи енергію обертання. Коли енергія споживається, швидкість обертання маховика зменшується; додавання енергії відповідно призводить до збільшення швидкості маховика.
Акумулювання тепла здійснюється шляхом нагрівання матеріалу для накопичення енергії.
Більшість систем FES використовують електрику для прискорення й уповільнення маховика, але розглядаються і пристрої, які безпосередньо використовують механічну енергію.
Системи FES мають ротори, виготовлені з високоміцних вуглецево-волокнистих композитів, підвішених на магнітних підшипниках, які обертаються з частотою від 20 000 до більше ніж 50 000 об/хв у вакуумному корпусі. Такі маховики можуть досягати максимальної швидкості («заряду») за лічені хвилини. Система маховика з'єднана з комбінованим електродвигуном/генератором .
Системи FES мають відносно довгий термін служби (десятиліття, практично не вимагаючи технічного обслуговування; термін служби повного циклу, вказаний для маховиків, варіюється від 105 до 107 циклів використання), високу питому енергію (100—130 Вт·год/кг або 360—500 кДж/кг) і питома потужність .

#### Накопичення гравітаційної потенціальної енергії твердих мас
Зміна висоти твердих мас може накопичувати або виділяти енергію через підіймальну систему, що приводиться в рух електродвигуном/генератором.
Методи включають використання рейок і кранів для переміщення бетонних вантажів угору і вниз, використання висотних плавучих платформ на сонячних батареях, що підтримують лебідки для підіймання і опускання твердих мас.

### Накопичення теплової енергії
Акумулювання теплової енергії (TES) — це тимчасове зберігання або відведення тепла.

#### Акумульована теплова енергія
Технології сезонного накопичення теплової енергії (СНТЕ) дозволяють використовувати тепло або холод через місяці після того, як воно було отримане з природних джерел або відходів. Акумуляція може відбуватися у водоносних шарах, скупченнях свердловин в геологічних субстратах, таких як пісок або кристалічні породи, в вистелених ямах, заповнених гравієм і водою, або в заповнених водою шахтах. Технології СНТЕ часто мають термін окупності в діапазоні від чотирьох до шести років. Прикладом є спільнота сонячних батарей Drake Landing в Канаді, для якої 97 % цілорічного тепла забезпечується сонячно-тепловими колекторами на дахах гаражів, а свердловинний накопичувач теплової енергії (СНТЕ) є підтримувальною технологією. У Бредструпі (Данія) система комунального сонячного теплопостачання, також використовує СНТЕ за температури зберігання 65 °C (149 °F). Тепловий насос, який працює тільки за наявності надлишкової енергії вітру в єдиній енергомережі, використовують для підвищення температури до 80 °C (176 °F) для постачання. Коли надлишкової електрики, що генерується вітром, немає, використовують газовий котел. 20 % відсотків тепла у Бредструпі мають сонячне походження.
Акумуляторна батарея містить один або кілька електрохімічних елементів. Акумулятори бувають різних форм і розмірів, від кнопок до мегаватних енергосистем.

#### Приховане накопичення теплової енергії
Приховані системи накопичення теплової енергії працюють з матеріалами з високою прихованою теплоємністю, відомими як матеріали з фазовим переходом (PCM). Основною перевагою цих матеріалів є те, що їх прихована теплоємність набагато більша, ніж відчутне тепло. У певному температурному діапазоні фазовий перехід від твердого до рідкого поглинає велику кількість теплової енергії для подальшого використання.
Приховане накопичення теплової енергії являє собою процес, за допомогою якого енергія у формі тепла або поглинається, або виділяється під час фазового переходу матеріалу. Під час фазового переходу речовина має здатність поглинати велику кількість енергії через високу теплоту плавлення.

### Електрохімічний

#### Акумуляторна батарея
Акумуляторні батареї мають нижчі загальну вартість використання і рівень впливу на навколишнє середовище, ніж неперезаряджувані (одноразові) батареї. Акумуляторні батареї деяких типів доступні в тих самих форматах, що й одноразові. Акумуляторні мають вищу початкову вартість, але їх можна дуже дешево перезаряджати і використовувати багато разів.
Загальний хімічний склад акумуляторних батарей: Проточна батарея працює, пропускаючи розчин через мембрану, де відбувається обмін іонів для заряджання/розряджання елемента. Напруга струму хімічно визначена рівнянням Нернста, і на практиці становить від 1,0 до 2,2 В. Ємність накопичувача залежить від об'єму ємностей, в яких знаходиться розчин.
- Свинцево-кислотні акумулятори: свинцево-кислотні акумулятори займають найбільшу частку ринку акумуляторів. У зарядженому стані від'ємний електрод з металевого свинцю і додатний електрод з сульфату свинцю[ru] занурюють в електроліт з розведеної сульфатної кислоти (H2SO4). У процесі розряду електрони виштовхуються з комірки, оскільки на від'ємному електроді утворюється сульфат свинцю, а електроліт відновлюється до води.
  - Технологія свинцево-кислотних акумуляторів широко розвинулась. Експлуатація вимагає невеликих затрат праці, вартість низька. Доступна енергетична ємність батареї схильна до швидкого розряджання, що призводить до малого терміну служби і низької щільності енергії[15].
- Нікель-кадмієва батарея (NiCd): як електроди використовують гідрат оксиду нікелю[ru] і металевий кадмій. Кадмій є токсичним елементом й у 2004 році був заборонений Європейським союзом для більшості видів використання. Нікель-кадмієві батареї були майже повністю замінені нікель-металогідридними (NiMH).
- Нікель-металогідридна батарея (NiMH): перші комерційні зразки з'явилися в 1989 році. Зараз це звичайний споживчий і промисловий товар. Замість кадмію в ній для від'ємного електрода використано воднепоглинальний сплав.
- Літій-іонна акумуляторна батарея: вибір багатьох споживачів у сфері електронних пристроїв. Має одне з кращих співвідношень енергії до маси і дуже повільний саморозряд, коли не використовується.
- Літій-іонний полімерний акумулятор: ці акумулятори мають малу вагу і можуть бути виготовлені будь-якої форми.

#### Проточна батарея
Основна стаття: Суперконденсатор
Проточна батарея технічно близька як до паливного елемента, так і елемента електрохімічного акумулятора. Комерційні застосування призначені для тривалого півперіоду зберігання, наприклад, для резервного енергопостачання.

#### Суперконденсатор
Суперконденсатори, також звані електричними двошаровими конденсаторами (EDLC) або ультраконденсаторами, є загальною назвою для сімейства електрохімічних конденсаторів, які не мають звичайних твердих діелектриків. Ємність визначається двома параметрами акумуляції: двошарова ємність і псевдоємність.
Суперконденсатори підтримують широкий спектр застосувань, зокрема: суперконденсатори ліквідують розрив між звичайними конденсаторами і акумуляторними батареями. Вони зберігають найбільшу кількість енергії на одиницю об'єму або маси (густина енергії) серед конденсаторів. Ємність досягає 10 000 фарад/1,2 В, до 10 000 разів більше, ніж в електролітичних конденсаторів, але видають або приймають менше половини потужності за одиницю часу (густина потужності).
У той час, як суперконденсатори мають питому енергію і питомі густини енергії приблизно 10 % у порівнянні з батареями, їх щільність потужності зазвичай в 10-100 разів більша. Це призводить до значно коротших циклів заряджання/розряджання. Крім того, вони витримують набагато більше циклів заряджання і розряджання, ніж батареї.
Технологія Power-to-Gas — це технологія, за якої за рахунок електричної енергії отримують газоподібне паливо, наприклад, водень або метан. Відомі три методи використання електрики для перетворення води на водень і кисень за допомогою електролізу.
- Низький струм живлення для резервного копіювання пам'яті в статичній оперативній пам'яті (SRAM)
- Живлення для автомобілів, автобусів, поїздів, кранів і ліфтів, зокрема рекуперація енергії при гальмуванні, короткочасне накопичення енергії і подача живлення в імпульсному режимі

### Інші хімічні речовини

#### Технологія Power-to-Gas (P2G)
Основна стаття: Зберігання водню
При першому методі водень впорскується в мережу природного газу. Другий метод полягає в реакції водню з діоксидом вуглецю для отримання метану, з використанням реакції метанування (такий, як реакція Сабатьє) або біологічного метанування, що призводить до додаткової втрати перетворення енергії на 8 %. Потім метан можна подавати в газову мережу. Третій метод використовує вихідний газ із генератора деревного газу або біогазової установки після того, як модифікатор біогазу змішаний з воднем з електролізера, щоб поліпшити якість біогазу.

#### Водень
Водень теж можна розглядати як накопичувач енергії: електрика в цьому випадку отримується за допомогою водневого паливного елемента.
Підземне зберігання водню здійснюється в підземних печерах, соляних куполах і виснажених нафтових і газових родовищах. Imperial Chemical Industries протягом багатьох років зберігає в підземних печерах великі кількості газоподібного водню без жодних проблем. Європейський проєкт Hyunder вказав у 2013 році, що для акумуляції енергії вітру і сонця з використанням підземного водню потребує 85 печер.
Для синтезу кілограма водню потрібно близько 50 кВт·год (180 МДж) сонячної енергії, тому вартість електроенергії є критично важливою.
Основна стаття: Синтетичний природний газ

#### Метан
Метан — найпростіший вуглеводень з молекулярної формулою СН4. Метан легше зберігати і транспортувати, ніж водень. Є повноцінна інфраструктура його зберігання і спалювання (трубопроводи, газометри, електростанції).
Основна стаття: Біопаливо
Синтетичний природний газ (синтез-газ або SNG) може бути створений у багатоступеневому процесі, починаючи з водню і кисню. Водень реагує з діоксидом вуглецю в реакції Сабатьє, виробляючи метан і воду. Метан може зберігатися, а потім використовуватися для виробництва електроенергії. Отримана вода рециркулює, зменшуючи потребу в зовнішніх її джерелах. На стадії електролізу, кисень зберігається для спалювання метану в чистому кисневому середовищі на сусідній електростанції.
Під час згоряння метану утворюються вуглекислий газ (CO2) і вода. Вуглекислий газ може бути повторно використаний для процесу Сабатьє, а вода може бути використана для подальшого електролізу.

#### Біопаливо
Викопне паливо можуть замінювати різні види біопалива, такі як біодизельне паливо, рослинна олія, спиртове паливо або біомаса. Хімічні процеси дозволяють перетворювати вуглець і водень (в складі вугілля, природного газу, рослинної і тваринної біомаси та органічних відходів) на прості вуглеводні, придатні для заміни традиційних вуглеводневих видів палива. Прикладами є дизельне паливо Фішера-Тропша, метанол, диметиловий ефір і синтез-газ. Це джерело дизельного палива широко використовували під час Другої світової війни в Німеччині, яка зіткнулася з обмеженим доступом до постачань сирої нафти. З тих же причин Південна Африка виробляє більшу частину дизельного палива з вугілля.
Основна стаття: Електричний конденсатор

#### Алюміній
Низкою дослідників як еноргонакопичувач був запропонований алюміній. Електрохімічний еквівалент алюмінію майже вчетверо більший, ніж у літію. Енергія може вилучатись з алюмінію шляхом його взаємодії з водою з утворенням водню. Однак для реакції з водою алюміній повинен бути відокремлений від його природного оксидного шару. Це процес, який вимагає подрібнення, а також хімічних реакцій з їдкими речовинами або сплавами. Побічним продуктом реакції з утворенням водню є оксид алюмінію, який може бути перероблений назад в алюміній у рамках процесу Голла-Еру, роблячи реакцію теоретично відновлюваною. Якщо процес Голла-Еру запускається з використанням сонячної або вітрової енергії, алюміній може застосовуватися для зберігання енергії, причому у такого процесу ефективність вища, ніж у прямого сонячного електролізу.

#### Бор, кремній і цинк
Як альтернативні накопичувачі енергії розглядаються також бор, кремній і цинк.

#### Інші хімічні речовини
Органічна сполука норборнадієн у реакції перетворення на квадрициклан під дією світла, зберігає сонячну енергію у формі енергії хімічних зв'язків. Діючий зразок був розроблений у Швеції і позиціюється як молекулярна сонячна теплова система.

### Електричні методи

#### Конденсатор
Конденсатор — це пасивний двополюсний електричний компонент, який використовують для електростатичного накопичення енергії. На практиці конденсатори сильно розрізняються, але всі вони містять, щонайменше, два електричних провідники (обкладки), розділені діелектриком (ізолятором). Конденсатор може зберігати електричну енергію, коли він від'єднаний від зарядного кола, тому його можна використовувати як тимчасову батарею або як інші види перезаряджуваних систем накопичення енергії. Конденсатори зазвичай використовують в електронних пристроях для підтримки живлення під час заміни батарей (це запобігає втраті інформації в енергозалежній пам'яті). В середньому конденсатори мають густину енергії менше 360 Дж/кг, водночас у звичайної лужної батареї цей параметр становить близько 590 кДж/кг.
Конденсатори накопичують енергію в електростатичному полі між обкладками. Завдяки різниці потенціалів на провідниках (наприклад, коли конденсатор приєднано до батареї), електричне поле проходить через діелектрик, змушуючи позитивний заряд (+Q) збиратися на одній обкладці і негативний (-Q) — на іншій. Якщо акумулятор під'єднаний до конденсатора протягом достатнього часу, через конденсатор не може протікати струм. Однак якщо на виводи конденсатора подається напруга, може виникати струм зміщення.
На практиці діелектрик між пластинами пропускає невеликий струм у вигляді витоку і має межу напруженості електричного поля, відому як напруга пробою. Однак ефект відновлення діелектрика після пробою високою напругою може привести до створення нового покоління самовідновлюваних конденсаторів.

#### Надпровідні індуктивні накопичувачі
Надпровідний індуктивний накопичувач (НПІН) зберігає енергію в магнітному полі, створюваному потоком постійного струму в надпровідній котушці, яка була охолоджена до температури нижче її критичної температури надпровідності. Типова система НПІН передбачає надпровідну котушку, систему кондиціонування та холодильник. Тільки но надпровідна котушка заряджена, струм не розпадається, і магнітна енергія може зберігатися нескінченно довго.
Накопичена енергія може бути передана в мережу шляхом розряджання котушки. Відповідний інвертор/випрямляч забезпечує приблизно 2—3 % втрат енергії в кожному напрямку. НПІН втрачає найменшу кількість електроенергії під час накопичення енергії, порівняно з іншими методами зберігання енергії.
Через енергетичні вимоги охолодження і вартість надпровідного проводу, НПІН використовують для короткочасного зберігання, наприклад, для поліпшення якості електроенергії. Ця система зберігання застосовується так само в балансуванні мережі.

## Застосування

### Млини
Класичним застосуванням накопичення енергії до промислової революції було управління водними шляхами для приведення в дію водяних млинів для обробки зерна або привідної техніки. Складні системи водосховищ і гребель були побудовані, щоб зберігати і випускати воду (і потенціальну енергію, яку вона містить), коли потрібно.

### Домашнє накопичення енергії
Очікується, що накопичення енергії в домашніх умовах стане все поширенішим явищем, враховуючи зростання важливості розподіленого виробництва поновлюваних джерел енергії (особливо фотоелектричних) і значну частку споживання енергії в житлових будинках. Щоб підвищити самозабезпеченість (самостійність) на 40 % у будинку, обладнаному фотоелектричними приладами, необхідне накопичення енергії. Деякі виробники виробляють акумуляторні батареї для зберігання енергії, як правило, для утримання надлишкової енергії сонячної/вітрової генерації. Сьогодні для зберігання енергії в домашніх умовах літій-іонні акумулятори кращі за свинцево-кислотні, враховуючи їх аналогічну вартість, але значно вищу продуктивність.
Tesla Motors випускає дві моделі літій-іонних акумуляторів Tesla Powerwall. Одна з них являє собою версію на 10 кВт·год з тижневим циклом, а інша — на 7 кВт·год з щоденним циклом. 2016 року обмежена версія, Telsa Powerpack 2, коштувала 398 доларів США/кВт·год для зберігання електроенергії, вартістю 12,5 цента/кВт·год (середня ціна на енергосистему США), що позитивно позначалося на рентабельності інвестицій, якщо ціни на електроенергію не перевищували 30 центів/кВт·год.
Компанія Enphase Energy анонсувала інтегровану систему, яка дозволяє домашнім користувачам зберігати, контролювати і керувати електроенергією. Система зберігає 1,2 кВт·год енергії і забезпечує 275 Вт/500 Вт вихідної потужності .
Акумуляція енергії вітру або сонця з використанням накопичувача теплової енергії, хоча і менш гнучка, але значно дешевша, ніж батареї. Простий 52-галонний електричний водонагрівач може зберігати приблизно 12 кВт·год енергії для додавання гарячої води або опалення приміщення.

### Електромережа і електростанції

#### Накопичення відновлюваної енергії
Найбільший запас відновлюваної енергії надається зараз гідроелектростанціями. Велике водосховище поблизу гідроелектростанції може зберігати досить води, щоб усереднити річний стік річки між сухим і вологим сезонами. Хоча гідроелектростанція не накопичує безпосередньо енергію від переривчастих джерел, вона врівноважує енергосистему, утримуючи воду, коли енергія генерується сонячним випромінюванням або вітром.
Важливий напрямок накопичення енергії — гідроакумулювальні електростанції. Такі регіони, як Норвегія, Уельс, Японія і США експлуатують географічні особливості, використовуючи електричні насоси для заповнення резервуарів. За потреби вода проходить через генератори і перетворює гравітаційний потенціал води, що падає, на електрику .
Серед видів еноргонакопичувачів, які використовують при виробництві електроенергії, слід зазначити гідроелектростанції з насосним накопичувачем, акумуляторні батареї, теплові енергонакопичувачі (зокрема, розплавлені солі), які можуть ефективно зберігати і вивільняти дуже велика кількість теплової енергії, і сховища енергії на стисненому повітрі, маховики, кріогенні системи і надпровідні магнітні котушки.
Надлишкова потужність також може бути перетворена на метан (реакція Сабатьє) з нагромадженням у мережі природного газу.
У 2011 році Адміністрація енергетики Бонневілля (північний захід США) розробила експериментальну програму з поглинання надміру вітрової і гідроенергії, що генеруються вночі або під час штормових періодів, супроводжуваних сильними вітрами. За наявності центрального управління побутові прилади поглинають надлишкову енергію, нагріваючи керамічну цеглу в спеціальних обігрівачах до сотень градусів і підвищуючи температуру в резервуарах з підігрівом гарячої води. Після заряджання прилади забезпечують опалення будинку та подачу гарячої води у міру потреби. Експериментальна система була створена з урахуванням наслідків сильного шторму 2010 року, який довів ситуацію до перевиробництва відновлюваної енергії настільки, що всі звичайні джерела енергії були закриті, або в разі АЕС — скорочені до мінімально можливого робочого рівня, залишаючи велику область майже повністю на поновлюваних джерелах енергії.
Ще один просунутий метод, який використовували у колишньому проєкті Solar Two в Сполучених Штатах і Solar Tres Power Tower в Іспанії, застосовує розплавлену сіль для зберігання теплової енергії, одержуваної від Сонця, а потім перетворює її і віддає у вигляді електричної енергії. Система перекачує розплавлену сіль крізь вежу або інші спеціальні трубопроводи, які нагріваються сонцем. Ізольовані резервуари зберігають розчин. Електрика виробляється шляхом перетворення води на пару, яка подається в турбіни.
З появою і застосуванням рекуперації (повернення виробленої електроенергії до мережі) потреба в енергоакумуляторах відпала або втрачає свою актуальність. Також можна використовувати сонячні колектори та батареї.